# Суханов, Денис Валерьевич
Денис Валерьевич Суханов (род. 6 апреля 1971, Владимир, СССР) — российский актёр театра и кино, народный артист России (2024). Лауреат Государственной премии Российской Федерации (2003).

## Биография
Денис Валерьевич Суханов родился 6 апреля 1971 года во Владимире. Вскоре семья перебралась в Петропавловск-Камчатский, где будущий актёр окончил школу. На Камчатке же он отслужил в армии — в пограничных войсках, после чего остался на сверхсрочную службу и два года танцевал в ансамбле Северо-Восточного военного округа. Денис Суханов с детства играл в драмкружках, профессионально занимался танцами.
В 1993 году он приехал в Москву и поступил в Школу-студию МХАТ на курс Авангарда Леонтьева, окончил её в 1997 году. После окончания института он был принят в труппу московского театра Сатирикон имени Аркадия Райкина, в котором служит по сегодняшний день.
Среди его ролей и петух Шантеклер из романтической пьесы Ростана, и шекспировские герои, и гротескные старики (даже 80-летняя старуха Мэг Фолан из спектакля про пьесе Макдонаха «Королева красоты»). Суханов — ведущий актёр театра «Сатирикон», почти все его роли — главные.
Долгое время оставаясь почти исключительно театральным актёром, в 2010 году он снялся в телевизионном фильме «Господа Головлёвы» в роли Иудушки Головлёва.

## Роли в театре
Центр им. Вс. Мейерхольда
- 1994 — Нумер в гостинице города NN. Авторская идея и режиссура Валерия Фокина — Слуга в гостинице
- 1995 — Превращение (совместно с театром «Сатирикон»). Постановка: Валерия Фокина — Жилец

Театр «Сатирикон»
- 1995 — Ромео и Джульетта. Постановка: Константин Райкин — Грегорио
- 1997 — Кьоджинские перепалки. Постановка: Константин Райкин — Тоффоло
- 1998 — Жак и его Господин. Постановка: Елена Невежина — Молодой Отрапа
- 1998 — Гамлет. Постановка: Роберт Стуруа — Бернардо
- 1999 — Квартет. Постановка: Константин Райкин — Сганарель
- 2001 — Мадам, ещё…. Постановка: Гарольд Стрелков — Он
- 2001 — Шантеклер. Постановка: Константин Райкин — Шантеклер
- 2002 — Макбетт. Постановка: Юрий Бутусов — Дункан
- 2003, 2009 (восстановление) — Доходное место. Постановка: Константин Райкин — Жадов, Вышневский
- 2004 — Ричард III. Постановка: Юрий Бутусов — Герцог Бэкингем
- 2004 — Маскарад. Постановка: Владимир Агеев — Арбенин, Казарин
- 2005 — Смешные деньги. Постановка: Константин Райкин — Генри Перкинс
- 2006 — Король Лир. Постановка: Юрий Бутусов — Граф Глостер
- 2007 — Королева красоты. Постановка: Константин Райкин — Мэг Фолан
- 2009 — Тополя и ветер. Постановка: Константин Райкин — Густав
- 2010 — Деньги. Постановка: Константин Райкин — Крутицкий
- 2011 — Чайка. Постановка: Юрий Бутусов — Тригорин
- 2013 — Лондон Шоу. Постановка: Константин Райкин — Дулиттл
- 2013 — Отелло. Постановка: Юрий Бутусов — Отелло
- 2014 — Однорукий из Спокана. Постановка: Константин Райкин — Кармайкл
- 2015 — Человек из ресторана. Постановка: Перегудов, Егор Михайлович — Кривой, Директор училища, Старик
- 2017 — Ваня и Соня и Маша и Гвоздь. Постановка: Константин Райкин — Ваня
- 2019 — Шутники. Постановка: Марчелли, Евгений Жозефович — Хрюков
- 2020 — Плутни Скапена Постановка: Константин Райкин — Жеронт
- 2023 — Четыре тирана. Постановка: Константин Райкин — Кончано

Государственный театр наций
- 2022 — Кабаре. Постановка: Евгений Писарев — Конферансье Эмси

## Фильмография
- 2006 — Патруль. Режиссёр-постановщик: Илья Макаров — диджей, эпизод
- 2010 — Господа Головлёвы. Режиссёр-постановщик: Александра Ерофеева — Порфирий Головлев
- 2011 — Атомный Иван. Режиссёр-постановщик: Василий Бархатов — режиссёр Аркадий[1]
- 2011 — Без правил. Режиссёр-постановщик: Александра Ерофеева — Георгий Золотарёв
- 2012 — Пустой дом. Режиссёр-постановщик: Нурбек Эген — Аркадий
- 2012 — Тайна Егора. Режиссёр-постановщик: Александра Ерофеева — Олег
- 2015 — Тихий Дон. Режиссёр-постановщик: Сергей Урсуляк — хохол, эпизод
- 2017 — Сальса. Режиссёр-постановщик: Иван Глубоков — Семён

## Hаграды
- 2001 — «Чайка
» в номинации «Прорыв» за роль Шантеклера в спектакле «Шантеклер».
- 2003 — Премия «Кумир» за роль Дункана в спектакле «Макбетт»[2].
- 2004 — Премия «Чайка» в номинации «Злодей» за роль Бэкингема в спектакле «Ричард Третий».
- 2004 — Лауреат Государственной премии Российской Федерации в области литературы и искусства за роли в спектаклях «Шантеклер», «Макбетт», «Доходное место» за 2004 год.
- 28 декабря 2007 — Заслуженный артист Российской Федерации — за заслуги в области искусства[3].
- 18 июня 2021 — Благодарность Президента Российской Федерации — за заслуги в развитии отечественной культуры и искусства, многолетнюю плодотворную деятельность[4].
- 3 апреля 2024 — Народный артист Российской Федерации — за большие заслуги в развитии кинематографического, музыкального, театрального, хореографического и циркового искусства[5].